# Mer Baltique
Pour les articles homonymes, voir Baltique.
La mer Baltique est une mer intracontinentale et intérieure de 364 800 km2 située dans le Nord de l'Europe et reliée à l'océan Atlantique par la mer du Nord. Elle communique au sud-ouest avec la mer du Nord par le Cattégat et le Skagerrak. La mer Baltique intègre trois golfes principaux : le golfe de Riga au sud-est, le golfe de Finlande à l'est et le golfe de Botnie au nord.
Les pays riverains sont :
- le Danemark à l'ouest-sud-ouest ;
- la Suède à l'ouest et au nord ;
- la Finlande au nord-est ;
- la Russie (par le golfe de Finlande) et l'Estonie à l'est ;
- la Lettonie au sud-est ;
- la Lituanie, la Russie (oblast de Kaliningrad) et la Pologne au sud ;
- l'Allemagne au sud-ouest.

Ces pays riverains, ainsi que la mer proprement dite, font l'objet, depuis 2009, d'une « stratégie de la Commission européenne en faveur du développement de la région de la mer Baltique », incluant un effort de dépollution de la Baltique et un système commun de surveillance maritime.
Depuis 2023, une série d’incidents touchant des câbles sous-marins en mer Baltique, soupçonnés d’être des actes de sabotage, alimente les inquiétudes des pays de l’OTAN sur la sécurité de leurs infrastructures critiques et relance les débats sur la guerre hybride menée par la Russie.

## Nom
Le nom de « mer Baltique » apparaît pour la première fois au XIe siècle, sous la plume du chroniqueur allemand Adam de Brême qui parle de Mare Balticum (dans l'Antiquité, Tacite l'appelle « mer des Suèves » (Mare Suebicum) et Ptolémée « océan des Sarmates », d'après les peuples du même nom). L'étymologie du mot Balticum est incertaine, mais il pourrait provenir du germanique belt (ceinture), Adam de Brême comparant la mer en question à une ceinture dans le même passage (« Balticus, eo quod in modum baltei longo tractu per Scithicas regiones tendatur usque in Greciam »). Toutefois, dans son Histoire naturelle, Pline l'Ancien mentionne une île qui aurait existé dans la même région, appelée Baltia ou Balcia. D'autres origines possibles ont été évoquées notamment la racine indo-européenne *bhel (blanc, clair) ou le dieu Baldr de la mythologie nordique.
Différentes variations à partir de Balticum sont utilisées dans la plupart des langues romanes et slaves, ainsi qu'en anglais, en hongrois, et dans les deux langues « baltes », le letton et le lituanien. En revanche, dans les langues germaniques (à l'exception de l'anglais), elle est appelée « mer de l'Est » (Østersøen en danois, Ostsee en allemand, Östersjön en suédois). Le finnois utilise un calque du suédois : Itämeri, qui signifie également « mer de l'Est ». En revanche, en estonien, elle est appelée « mer de l'Ouest » (Läänemeri).

## Géographie

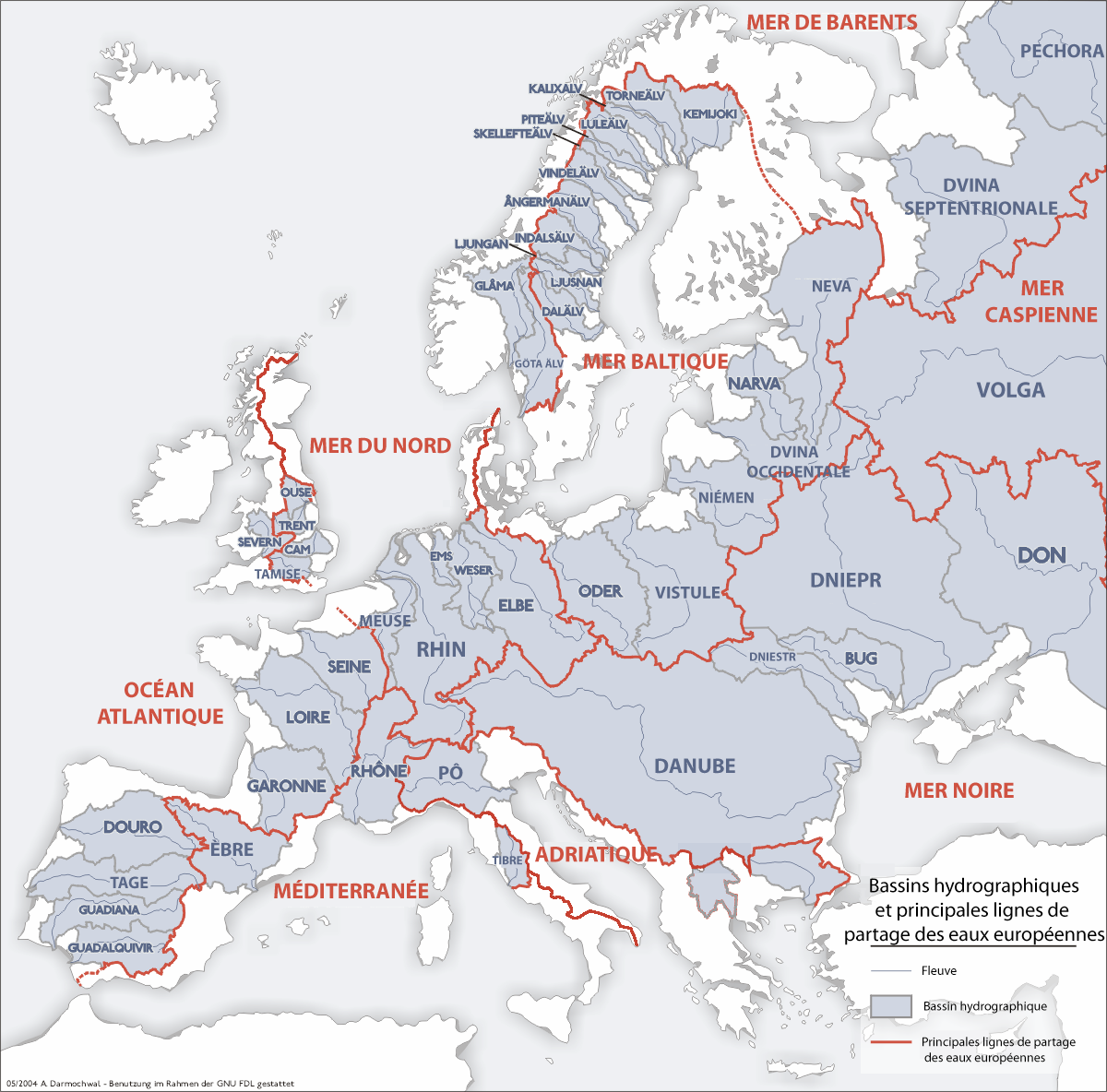
Lignes de partage des eaux de l'Europe de l'Ouest montrant l'importance du bassin de la mer Baltique

Anciennement lac proglaciaire d'eau douce (le lac proglaciaire Baltique) et donc non rattachée à l’océan mondial de l’époque, la mer Baltique devient une mer lorsque les glaciers opprimant les reliefs qui les entourent se retirent et rendent alors possible l’élévation des terres autour (par un phénomène d’isostasie, c’est-à-dire que les terres longtemps opprimées se relèvent dans un mouvement de levier lorsque plus rien ne les oppresse). Alors se créent les deux Belts (Grand Belt et Petit Belt). La Baltique est alors intégrée à l’océan mondial et se salinise. Mais tout ce qui est aujourd’hui sous l’eau ne l’était pas à l’époque, et reste aujourd’hui un paysage glaciaire simplement recouvert d’une assez mince pellicule d’eau, la mer Baltique étant une mer peu profonde. Ce phénomène d’isostasie (qui pourrait augmenter avec la fonte des glaciers scandinaves) provoque aussi localement l’apparition de « jardins d’écueils » ou Skærgård. Ce sont de minuscules îlots ou de petits archipels qui apparaissent avec le temps, couplé à l’apparition d'îles réelles. En 130 ans, 130 nouvelles îles sont par exemple apparues au large de la ville de Vaasa (Finlande), posant des problèmes de navigation.
La Baltique est formée de grands bassins (bassin de la mer de Botnie, au nord de l'archipel finlandais notamment) reliés entre eux par des seuils de hauts-fonds, et d’îles (îles allemandes de Fehmarn et Rügen, îles danoises de Møn et Bornholm, île suédoise de Gotland, archipel finlandais d’Åland). Sa profondeur maximale est de 459 m dans le bassin Ouest-Gotland, plus précisément dans la fosse de Landsort, située à une quarantaine de kilomètres au sud-est de Nynäshamn (une ville proche de la capitale) et à 83 km environ au nord de l'île de Gotland.
Sa superficie est de 364 800 km2.

### Limites
L'Organisation hydrographique internationale détermine les limites de la mer Baltique de la façon suivante  :
- dans le Petit Belt : une ligne joignant Falshöft, en Allemagne (54° 46′ 45″ N, 9° 57′ 23″ E) et Vejsnæs Nakke (Ærö : 54° 49′ 00″ N, 10° 25′ 16″ E) ;
- dans le Grand Belt : une ligne joignant Gulstav (extrémité sud de Langeland Island) (54° 43′ 36″ N, 10° 42′ 42″ E) et Kappel Kirke (54° 46′ 00″ N, 11° 01′ 16″ E), sur l'île de Lolland ;
- dans le Guldborg Sund : une ligne joignant Flinthorne-Rev (54° 38′ 30″ N, 11° 49′ 16″ E) et Skelby (54° 38′ 00″ N, 11° 53′ 14″ E) ;
- dans l'Öresund : une ligne joignant le phare de Stevns (Stevns Fyr) (55° 17′ 26″ N, 12° 27′ 15″ E) et la pointe de Falsterbo (Falsterboudde) (55° 21′ 26″ N, 12° 48′ 49″ E).

### Eaux

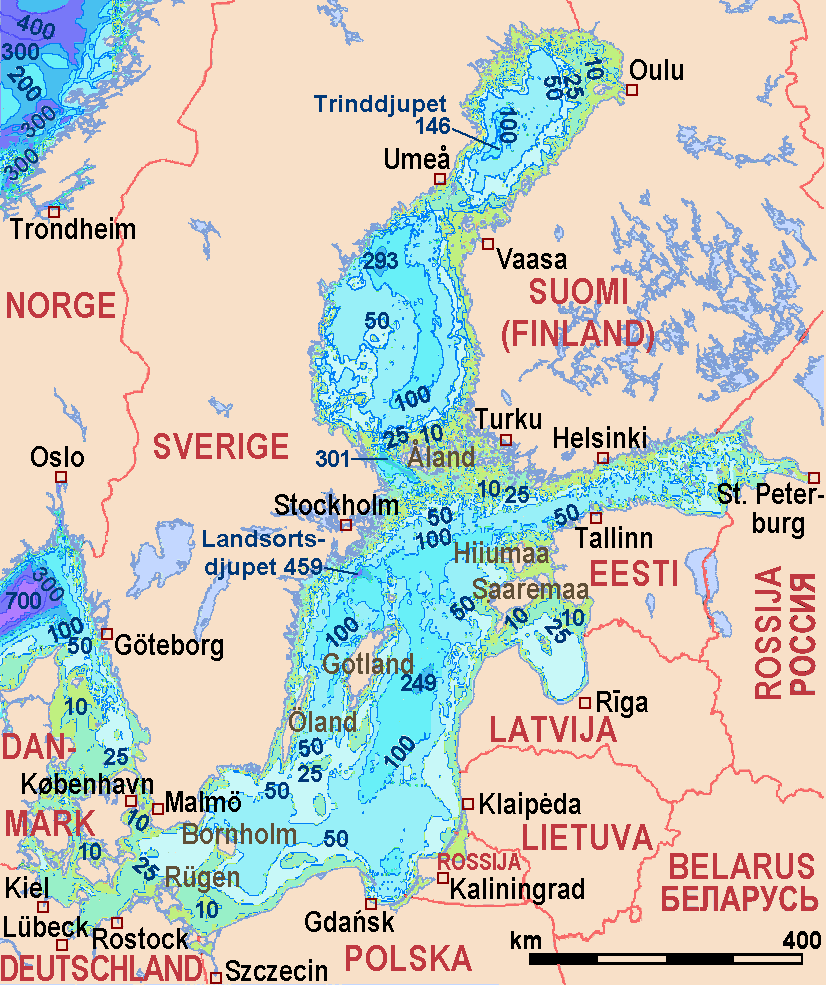
Profondeurs de la mer Baltique.

La profondeur moyenne de la mer Baltique est de 55 mètres. La marée est très faible (environ 30 centimètres) et parfois masquée par les oscillations climatiques (seiches hydrodynamiques, ondes de tempêtes).
La Baltique est une mer peu salée (10 pour mille contre 35 pour mille dans le reste des océans). En effet, les apports d’eau douce des fleuves sont très importants au moment de la fonte des neiges et l’évaporation naturelle est seulement égale ou un peu supérieure aux précipitations directes. La variation annuelle de la salinité représente le négatif des régimes fluviaux. Autrement dit, lors de l’étiage des fleuves, en février, la salinité de la mer est maximale ; alors qu’elle est minimale quand les fleuves ont un débit fort, en mai, à la fonte des neiges. De manière générale, les eaux de l’Est et de surface sont plus faiblement salées (détroits danois : 10 ‰, golfe de Botnie : 5 ‰).
L’amplitude thermique des eaux est importante : en été 16 °C dans le Sud, 12 °C dans le golfe de Botnie ; en hiver, la banquise baltique recouvre le fond des golfes de Botnie et de Finlande, ainsi que de nombreuses côtes, globalement tout ce qui se trouve au nord de l’île de Gotland au large de Stockholm.

### Dynamisme marin
Les courants subissent largement les effets du vent. De manière générale, ils suivent un mouvement senestre (sens inverse du mouvement des aiguilles d’une montre). Le courant longeant la péninsule scandinave sort de la Baltique vers la mer du Nord. C’est un courant de surface faiblement salé. Il atteint son débit maximal au printemps. Un biseau plus salé venant de la mer du Nord plonge alors dans la Baltique créant un courant plus profond qui longe les côtes méridionales.
Des seuils freinent le renouvellement des eaux et le remaniement des fonds. En effet, il faut près de trente ans pour assurer le renouvellement total des eaux. Les êtres vivants (végétaux et animaux, dont le plancton) ne communiquent pas non plus beaucoup avec les autres mers. Ces seuils favorisent, pendant une grande partie de l’année, le ralentissement des courants thermohalins. L’appauvrissement en faune et en flore de la mer peut s’expliquer par cette stabilité, mais aussi par son taux de salinité (certaines espèces ne supportent absolument pas le sel et ne peuvent pas y vivre, tandis que d’autres espèces qui ne vivent qu’en eau salée ne peuvent pas y vivre non plus). On compte en effet moins d’une centaine d’espèces[Quoi ?] vivant dans la mer Baltique (84 environ). L’absence de houle et de courants facilite le comblement des cuvettes ; en effet, au-dessous de 10 à 20 mètres de profondeur, les particules fines s’agrègent et s’accumulent dans les dépressions vaseuses.

## Histoire et environnement

### Préhistoire et Antiquité
La Baltique est la mer la plus jeune de la planète. Sa naissance est associée à la fonte de l'inlandsis scandinave, il y a 15 000 à 8 000 ans. Aux premières époques de son extension, elle était probablement une étendue d'eau douce qui s'est réduite avec le surélèvement des terrains géologiques ou isostasie. Ce phénomène de retrait maritime attestant le poids de la calotte glaciaire qui la recouvrait continue encore aujourd'hui dans le Nord.
Une équipe de scientifiques de l’Université de Rostock a découvert un mur en pierre de près d'un kilomètre de long à plus de 10 km des côtes. Les scientifiques pensent que le mur a été construit il y a au moins 11 000 ans. Il a probablement été bâti pour chasser le renne.
La salinité de l'eau en surface est variable selon la distance par rapport aux détroits danois, elle reste faible dans le golfe de Botnie à la fonte des glaces et neige. Protégée des influences océaniques, elle subit de fortes variations thermiques. En hiver, les golfes de Botnie et de Riga sont généralement pris par la banquise baltique. En été, la température de l'eau tourne autour de 15 °C.
La mer Baltique est mentionnée il y a près de 2 000 ans dans la Germania de Tacite, qui la nomme Mare Suebicum. Il voit cette mer comme une partie de l'océan qui entoure le monde.
Dès cette époque, des voies de commerces sont ouvertes notamment pour le commerce de l'ambre que l'on trouve en quantité sur les côtes de la Baltique et qui est vendu dans tout l'Empire romain. Les fourrures et les peaux sont également des produits d'exportation. L'Empire romain exporte des objets en céramique, du vin et de l'huile en utilisant ces mêmes routes commerciales.

#### Différents états d'évolution
- Mer Éémienne -130 000 à –115 000 (années avant le présent)
- Lac proglaciaire Baltique -12 600 à –10 300
- Mer de Yoldia -10 300 à –9 500
- Lac postglaciaire à Ancyles -9 500 à –8 000
- Mer à Mastogloia -8 000 à –7 500
- Mer à Littorines -7 500 à –4 000
- Mer post-littorine -4 000 à aujourd'hui

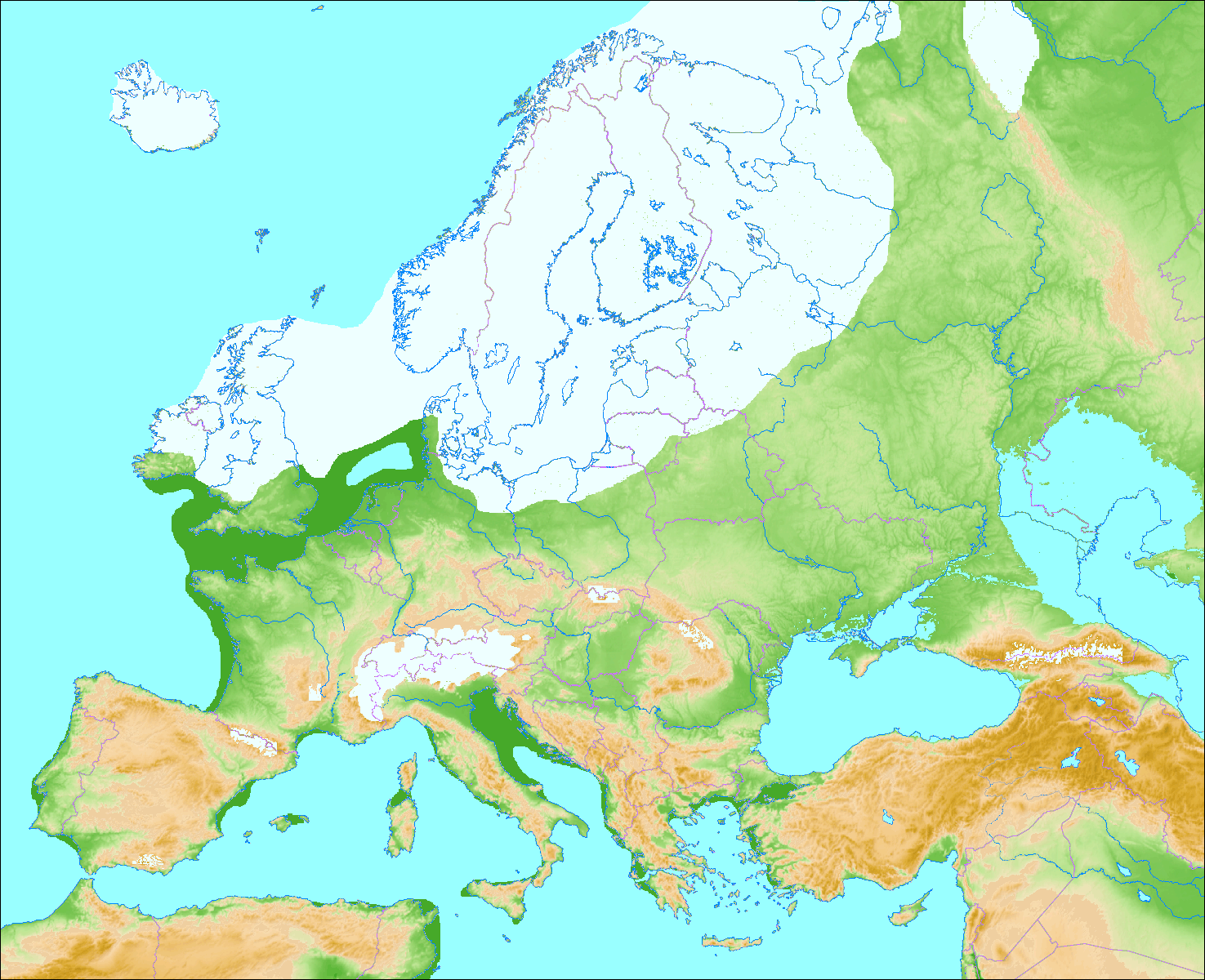
Glaciation de Würm (115 000-12 000¨ AP)
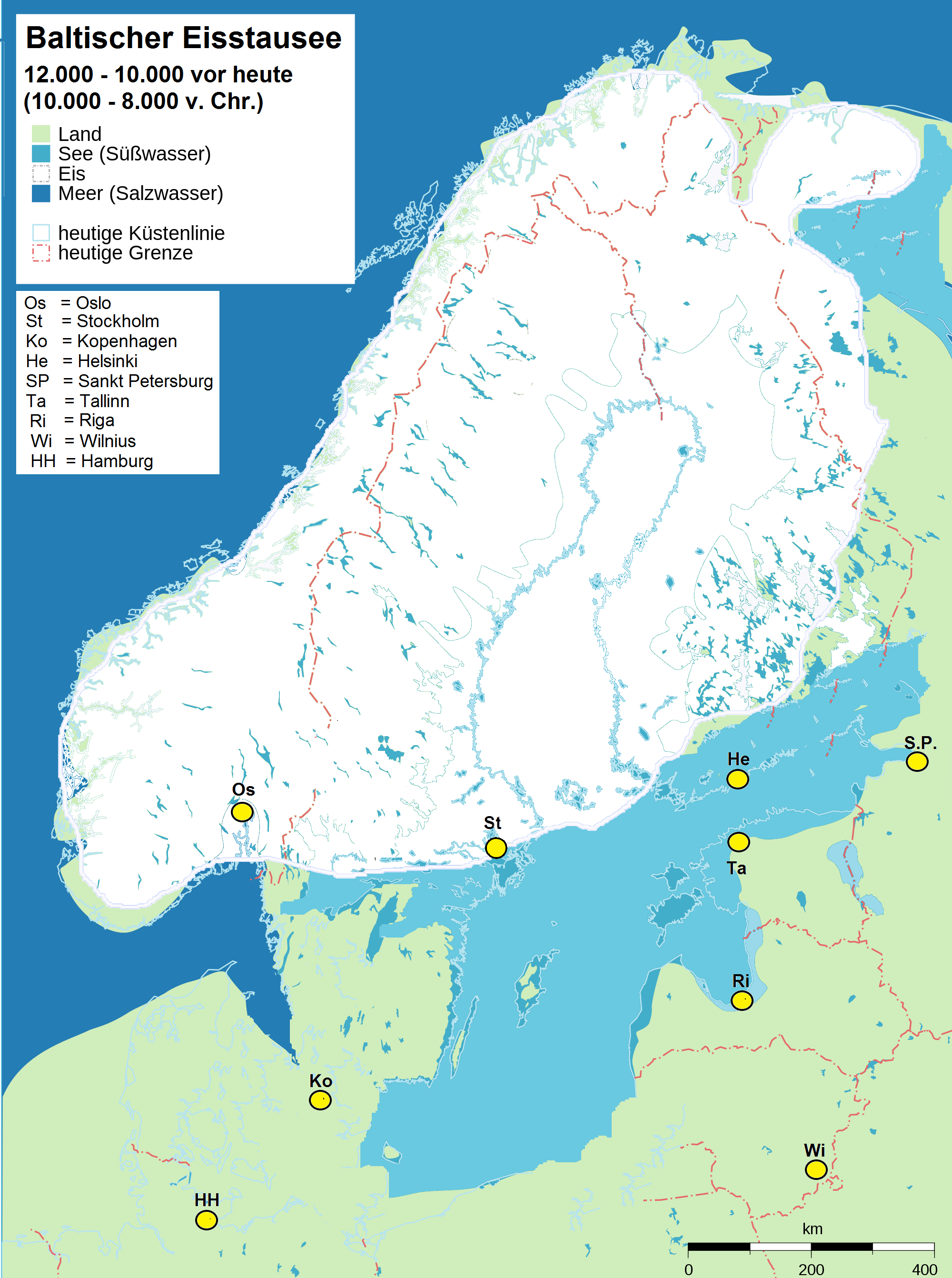
Lac proglaciaire Baltique (12 000-10 000 AP
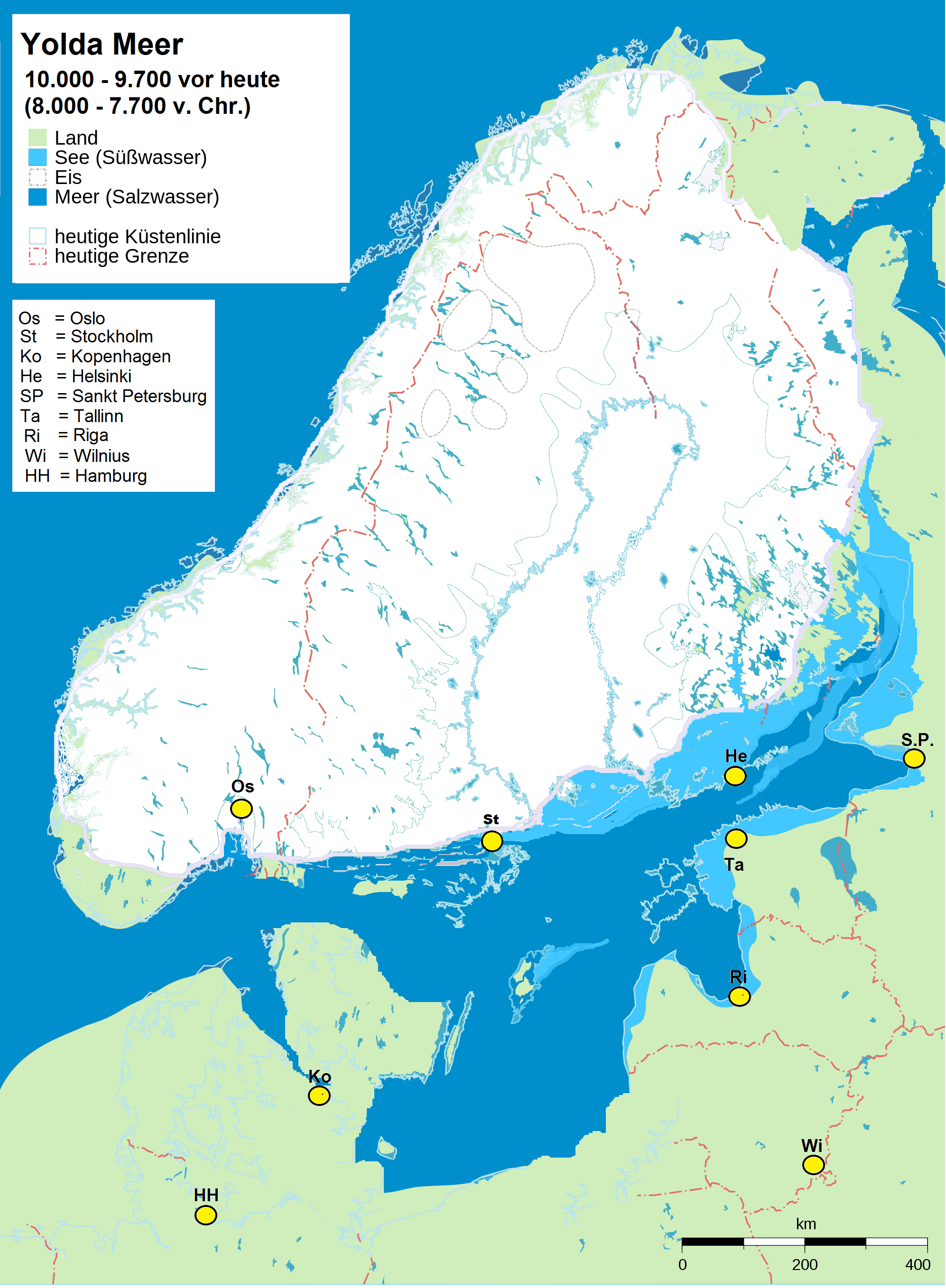
Mer de Yoldia (9 700-7 700 AP)
Lac Ancylus (9 500-8 000 AP)

### Baltique germanique, slave et finlandaise
L'essentiel des voies de cabotage et de navigation est contrôlé par les peuples germaniques du Ier siècle au VIe siècle. Puis, au VIIe siècle, les peuples slaves prennent le contrôle de la partie orientale de la mer, puis occidentale au VIIIe siècle. Les Wendes multiplient les raids de pillages dans les régions bordières. Les peuples dits lituaniens, les Prussiens ou Borusses, les Korse ou Coures, les Lituaniens, les Lettons et Sémigales s'installent sur ses rivages, respectivement en Prusse, en Courlande, en Lituanie, en Lettonie... La seconde partie du siècle suivant voit un essor maritime sans précédent des peuples scandinaves, notamment suédois et danois, sous la qualification erronée de Vikings. Le terme désigne une piraterie endémique qui, en réalité, ne reprend qu'après 930. Les pirates wendes écument la mer Baltique. Les populations finnoises, soit les Lives, Tchoudes, Ingres, Caréliens et Tavastes, et estoniennes, sont plus actives sur le golfe de Riga.
Au terme d'une longue lutte militaire, face à la piraterie wende, le royaume du Danemark contrôle les détroits aux Xe et XIe siècles. L'essor commercial en Baltique est encore entravé par la piraterie slave lorsque le roi danois Valdemar Ier déplace sa capitale de Roskilde au château de Copenhague en 1157. Les marchands danois, assurés du soutien du pouvoir royal, entreprennent de contrôler l'espace maritime de la Baltique. Ils fondent des succursales, en particulier Dantzig sur les bords de la Vistule. La pacification militaire s'opère, et, en 1182, Knut VI est suzerain de la Poméranie et du Mecklembourg. Il contrôle des parties de l'Empire romain germanique, Hambourg, Lübeck et le Holstein.
Valdemar II le Victorieux peut contempler au milieu de son règne une Baltique danoise, à l'exception de l'île de Gotland indépendante et de la Livonie des chevaliers teutoniques. Il a annexé le Lauenbourg, la petite Poméranie, le Samland et l'île Oesel. L'Estonie est placée sous hégémonie danoise par les Danois à la suite d'une croisade pendant laquelle ils fondent Stralsund et Reval. C'est durant la sanglante campagne estonienne que le Dannebrog, ou drapeau danois, tombe du ciel, dit la légende royale. Mais le vieux Valdemar II, à l'orée de sa disparition en 1241, voit déjà s'amorcer un rapide déclin de son emprise maritime exceptionnelle.
L'intérêt marchand allemand était éveillé depuis un siècle. En 1159, les marchands de Brême s'installent aux bouches de la Dvina, où ils fondent tardivement Riga en 1200. La Livonie est un débouché des produits venus de Russie centrale. Pour assimiler sa population, elle est convertie par croisade militaire. Les chevaliers porte-glaive forment l'ordre dominant de 1201 à 1237. Ils construisent des châteaux forts, des couvents, ainsi que des villes de commerce. Les chevaliers teutoniques de Prusse avec lesquels ils fusionnent pour former l'ordre des chevaliers teutoniques imitent leur action violente et répressive au sud, en fondant Königsberg en 1255 sur la Pregel et Marienbourg en 1280 sur le Nogat. Partout, la conquête militaire élimine sans pitié les récalcitrants ou assujettit les populations restantes au servage. La seule possibilité des survivants serfs est de trouver un pauvre refuge urbain. L'autorité conquérante, contrainte de nourrir par charité chrétienne une foule misérable qu'elle avait appauvrie, rationalise la production et fait appel à une élite de cultivateurs et d'artisans libres. Attirés par les offres de terres ou d'échoppes sans concurrence, des colons arrivent de Frise, de Hollande, de Flandres et de Brabant, apportant leurs techniques et spécialités.

### L'époque de la Hanse

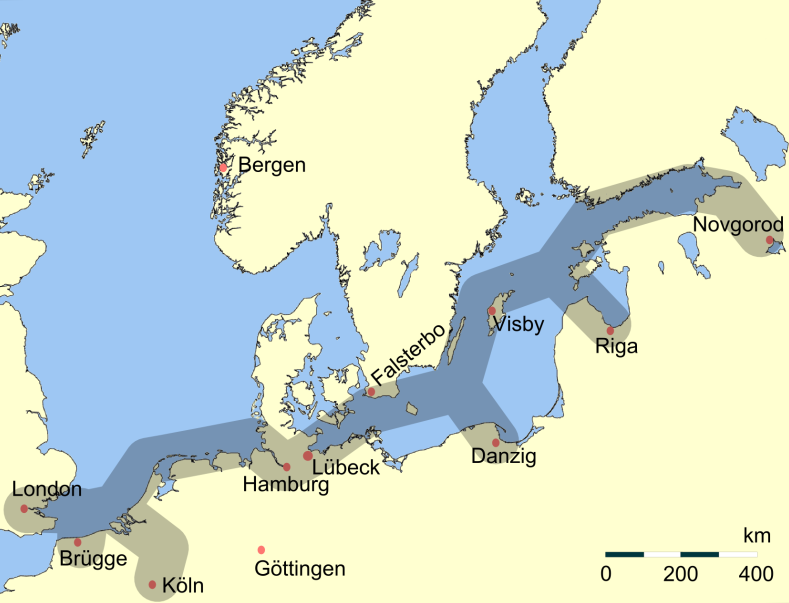
Route mer du Nord et mer Baltique

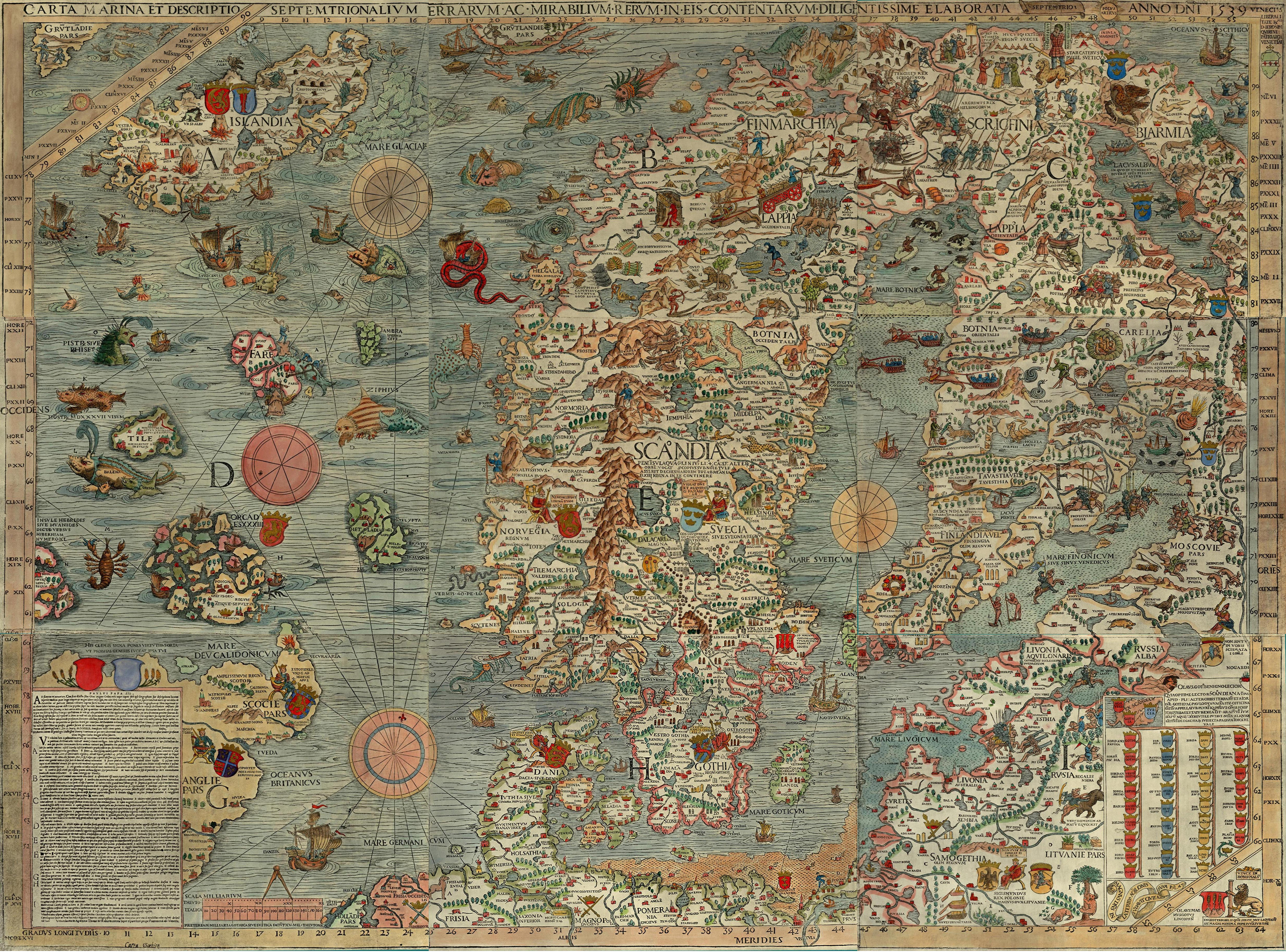
Olaus Magnus, Carta Marina, 1539

La mer Baltique joue, durant le Moyen Âge, un rôle essentiel en tant que voie de transport et de commerce en Europe. Les villes situées dans le voisinage de la Baltique et du Rhin s'unissent dans une alliance, la Hanse (1150-1650), et accumulent d'énormes richesses.
Au départ, l'île de Gotland mi-allemande mi-wende a résisté à l'emprise danoise puis elle entre en contact avec une association dirigée par des évangélisateurs et commerçants de Lübeck.
Les villes hanséatiques les plus importantes de la mer Baltique sont Lübeck, Wismar, Rostock, Stralsund, Greifswald, Stettin, Danzig, Königsberg, Memel, Riga, Reval et Novgorod. La Hanse, association de défense des marchands allemands et de leur libre circulation, n'a aucun statut juridique et encore moins étatique dans l'Empire allemand. Elle se permet simplement de faire une guerre économique et, si besoin, une guerre maritime pour faire fléchir les royaumes.

### Époque moderne

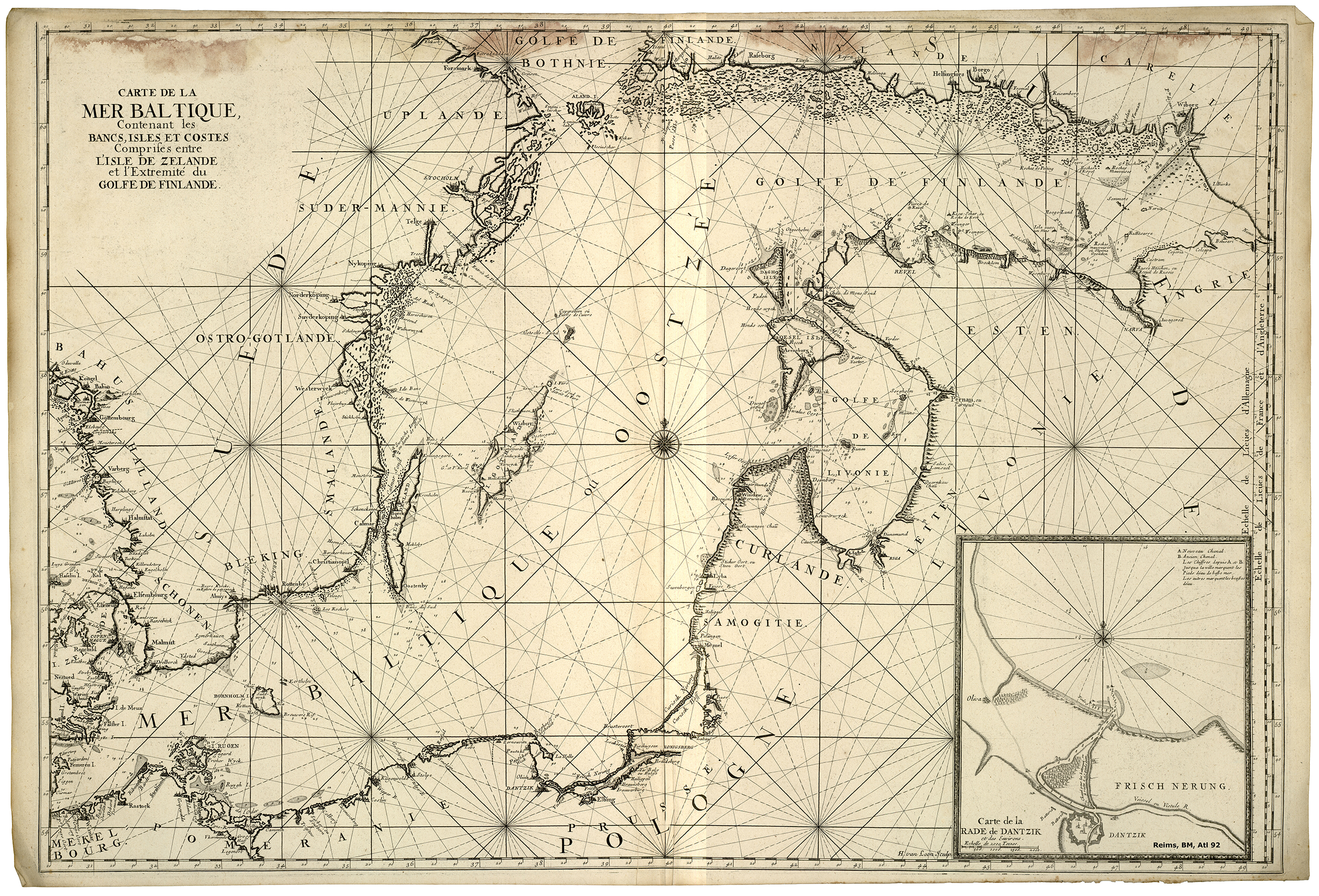
Carte de la mer Baltique contenant les bancs, isles et costes comprises entre l'Isle de Zélande et l'Extrémtié du Golfe de Finlande

Lors de la guerre de Trente Ans (1618-1648), la Suède essaie de s'étendre sur l'autre rive de la Baltique. À l'issue de ce conflit, la Suède gagne des territoires sur la rive sud de la mer Baltique qui resteront longtemps sa propriété (voir l'article consacré à la Poméranie suédoise).
La Russie parvient, elle, à obtenir un accès à la Baltique au cours des guerres nordiques. Pierre le Grand (1672-1725) fait bâtir Saint-Pétersbourg, qu'il considère comme étant une « porte sur le monde » pour la Russie.
Le début du XVIIIe siècle est marqué par deux évènements puissants :
- l'épidémie de peste lors de la grande guerre du Nord (1708-1712),
- le grand hiver de 1709.

### XXeetXXIesiècles: constat de pollution croissante

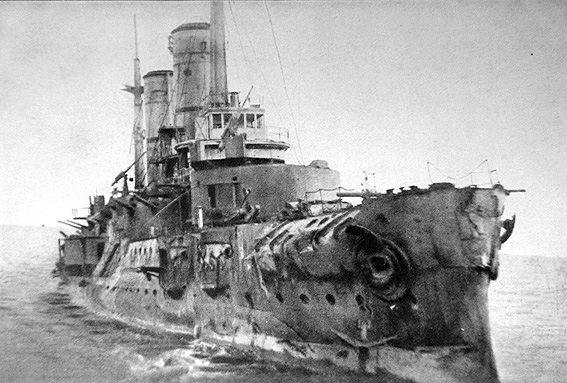
Le cuirassé russe Slawa, touché par les canons allemands, va être sabordé et sombrera le 18 octobre 1917. Durant 80 à 90 ans, il attirera les organismes marins, formant un récif sous-marin artificiel, avant que les munitions embarquées ne commencent à se corroder et à contaminer l’environnement.

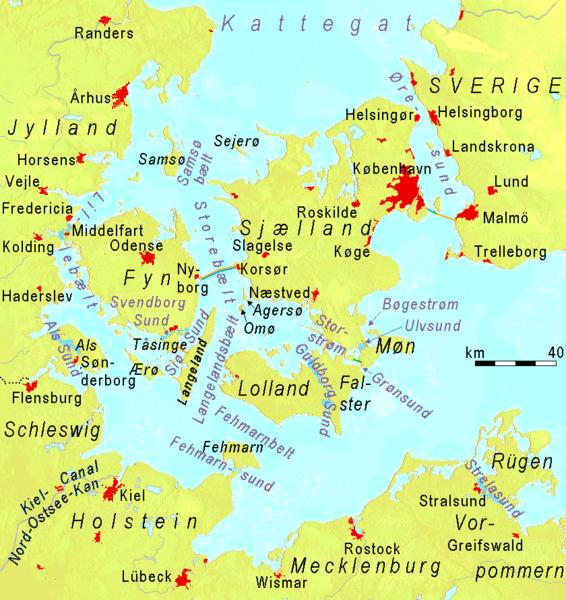
Région de l'Øresund

La mer Baltique est presque fermée, donc très sensible aux pollutions. Elle a été un important champ de bataille lors de la Première Guerre mondiale et lors de la Seconde Guerre mondiale, qui ont toutes deux laissé des séquelles environnementales et historiques graves. Non seulement de nombreux navires y ont coulé avec leurs charges toxiques de munitions, mais après ces deux guerres, des centaines de milliers de tonnes d’obus conventionnels et chimiques rassemblés en Europe y ont été immergées. En temps de paix, elle fut une destination d’entraînement d’été pour les navires-écoles, notamment allemands tel que l’ex-voilier Grossherzogin Elisabeth (devenu français), par exemple.
Ensuite, ce sont l'agriculture et l'industrie lourde développées par le bloc de l'Est qui polluent la mer Baltique. Ainsi, les fleuves côtiers des Pays baltes — passés sous contrôle soviétique après la Seconde Guerre mondiale — amènent une pollution considérable, y compris radioactive, avant que le nuage de Tchernobyl ne survole et contamine cette zone. De nombreux foies et reins de poissons et mammifères marins dépassent les teneurs réputées admissibles pour plusieurs métaux lourds, et on trouve de nombreux polluants organiques dans leur chair. La Baltique contient une zone morte parmi les plus importantes au monde, qui s’est formée en moins de dix ans dans la région du Skagerrak.
Le gouvernement suédois a lancé des alertes sanitaires sur les poissons de la Baltique, et notamment les poissons gras comme le saumon ou le hareng, qui contiennent de fortes concentrations de « polluants organiques persistants », des polluants qui s'accumulent dans l'organisme et ne s'éliminent jamais, comme la dioxine, les pesticides ou les PCB.
Mais cette pollution se transmet au saumon d'élevage produit en Norvège, un pays qui n'est pas riverain de la Baltique, par le biais des croquettes de farine de poisson utilisées pour nourrir le saumon d'élevage norvégien, fabriquées (entre autres au Danemark et en Suède) à partir de poissons gras de la mer Baltique comme des anguilles des sables.
Les populations de cabillauds ont considérablement diminué ces dernières années en mer Baltique et la Suède envisage en 2019 d'en suspendre la pêche. Au contraire, la Commission européenne fixe pour 2019 un taux de capture de 50 % supérieur à ce que les scientifiques du Conseil international pour l’exploration de la mer (CIEM) recommandent.
Les conditions hydrologiques qui règnent dans la couche profonde de la mer Baltique — température très basse, beaucoup de sel (l'eau salée de la mer du Nord y pénètre par en bas en profondeur, tandis que l'eau moins salée s'écoule par en haut en surface), pas où peu d'oxygène et pollution chimique importante — empêchant le développement des champignons et des tarets redoutable pour le bois, le fond de la Baltique est un musée d'épaves qui fait le bonheur de l'archéologie sous-marine, depuis les bateaux vikings jusqu'aux vaisseaux marchands de la Ligue hanséatique. La trouvaille la plus spectaculaire a été celle du Vasa, navire de guerre suédois qui sombra lors de son voyage inaugural, le 10 août 1628.

## Lutte pour la restauration de la Baltique

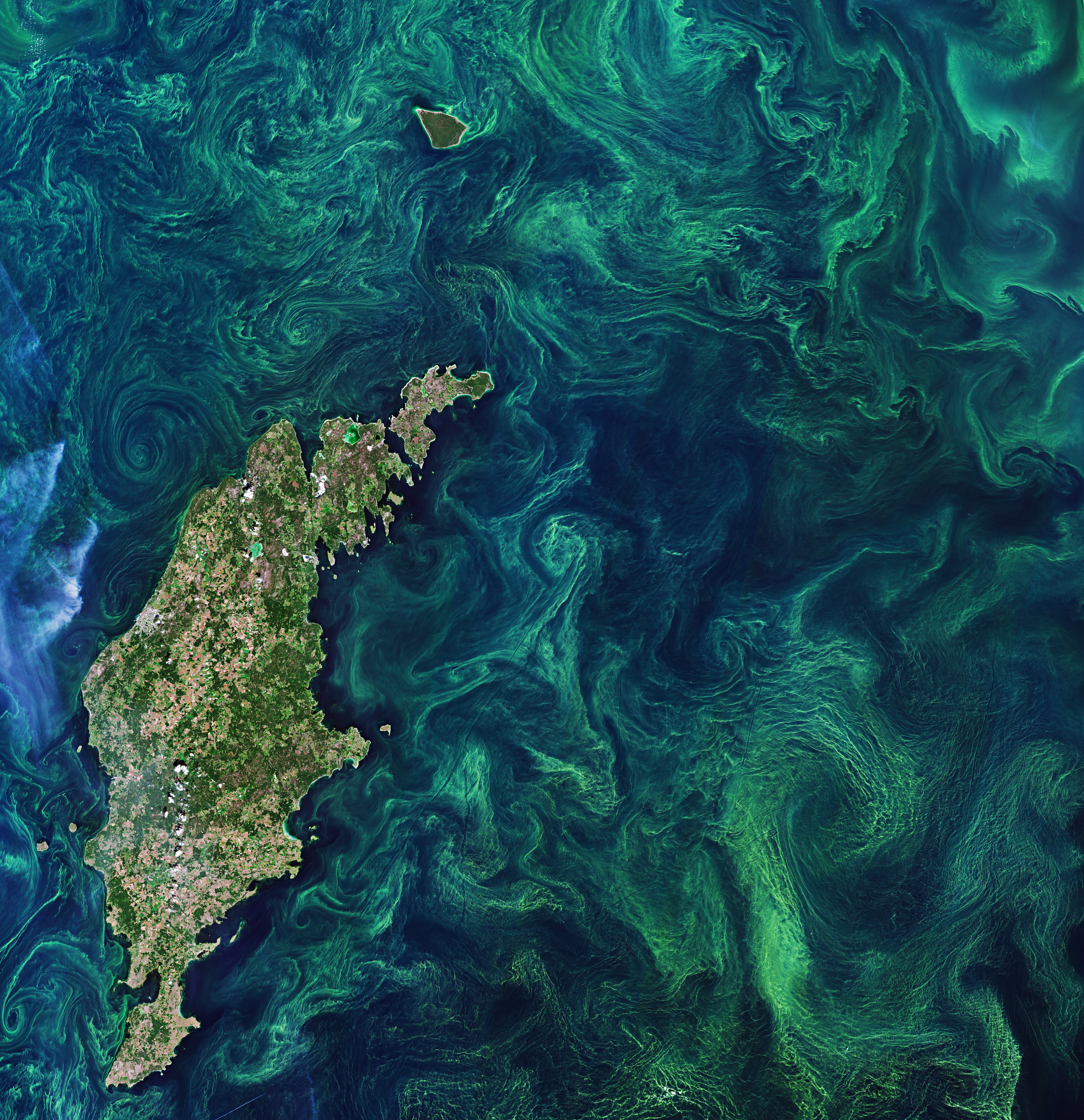
Ondulations de phytoplancton, des algues microscopiques, qui prolifèrent dans la mer Baltique. Photographie de la mission Sentinel-2. La chlorophylle que le phytoplancton utilise pour la photosynthèse teinte collectivement les eaux océaniques environnantes, offrant un moyen de détecter ces minuscules organismes depuis l'espace. Dans la plus grande partie de la mer Baltique, il y a deux floraisons annuelles : la floraison printanière et la floraison des cyanobactéries (aussi appelées algues bleues) à la fin de l'été. La mer Baltique est confrontée à de nombreux problèmes graves, notamment les polluants toxiques, les carences en oxygène des eaux profondes et les efflorescences toxiques de cyanobactéries qui affectent l'écosystème, l'aquaculture et le tourisme. Les cyanobactéries ont des qualités similaires à celles des algues et se développent grâce au phosphore présent dans l'eau. Les températures élevées de l'eau et le temps ensoleillé et calme entraînent souvent des floraisons particulièrement importantes qui posent des problèmes à l'écosystème. Sur cette image prise le 20 juillet 2019, les stries, les tourbillons et les tourbillons des fleurs de la fin de l'été, mélangés par les vents et les courants, sont clairement visibles. Sans mesures in situ, il est difficile de distinguer le type d'algues qui recouvre la mer, car de nombreux types d'algues différents poussent dans ces eaux. Les plus fortes concentrations d'efflorescences algales se trouveraient dans la Baltique centrale et autour de l'île de Gotland, visible à gauche sur l'image. Bien que les efflorescences algales soient une partie naturelle et essentielle de la vie dans la mer, l'activité humaine augmente le nombre d'efflorescences annuelles : les eaux de ruissellement agricoles et industrielles déversent des engrais dans la mer, fournissant ainsi les nutriments supplémentaires dont les algues ont besoin pour former de grandes fleurs d'eau. Les bactéries qui consomment les plantes en décomposition aspirent l'oxygène de l'eau, créant ainsi des zones mortes où les poissons ne peuvent pas survivre.

Une commission « Helcom » gère la convention d'Helsinki signée en 1974 et en vigueur depuis 1980, pour la protection du milieu marin dans la zone mer Baltique, associant les pays baltes dans cet objectif. Sa mission est équivalente à celle de la commission OSPAR qui traite, elle, de l’Atlantique du Nord-Est. Ces deux commissions travaillent notamment à évaluer l’ampleur des problèmes posés par les munitions non explosées immergées.
La convention d’Helsinki a été mise à jour en 1992, mais n'est entrée en vigueur qu'en 2000. La Commission d’Helsinki (HELCOM) en reste le bras exécutif. Elle rassemble neuf pays (Allemagne, Danemark, Estonie, Russie, Finlande, Lettonie, Lituanie, Pologne et Suède et l’UE).
Le WWF International avait en février 2005 alerté sur le fait que la plupart des poissons de la Baltique étaient si pollués qu’ils ne devraient normalement pas pouvoir être vendus sur le marché européen,. Fin août 2008, le WWF félicite la Lituanie et la Lettonie pour la lutte faite à la pêche illégale des morues, mais en alertant sur le fait que les actions des neuf gouvernements baltes n’ont néanmoins pas suffi : ni la convention d’Helsinki de 1974 sur la protection de l’environnement marin de la zone de la mer ni le plan d’action de 2007 pour réduire la pollution n’ont atteint leurs objectifs.
Il y aurait même en Baltique sept des dix zones mortes les plus importantes de la planète. Une explosion d’algues (eutrophisation) pendant l’été 2008 a encore dégradé la situation. Le WWF a produit un rapport évaluant les performances des pays selon six critères : biodiversité, poissons, substances dangereuses, transport maritime, eutrophisation (apport excessif d’azote et de phosphore notamment), et développement d’un système intégré de gestion de l’utilisation de la mer. L’Allemagne et le Danemark sont les mieux placés, mais avec un score encore moyen, alors que Pologne et Russie sont classées en dernière place.
Le plan d’action pour la Baltique de novembre 2007 vise le retour d'un bon état écologique de l’environnement marin avant 2021. Il comprend des actions régionales ou nationales et des mesures ne pouvant être prises qu’au niveau de l’UE (pêche, agriculture, contrôle des produits chimiques) ou même au niveau mondial (transport maritime).
La Suède et la Finlande ont bilatéralement décidé le 19 mai 2009 de créer un nouveau fonds international pour l’amélioration de l’environnement en Mer Baltique, ouvert à tous les pays riverains, afin de concrétiser les engagements du plan d’action pour la mer Baltique de novembre (HELCOM, 2007). Il pourra financer des projets en amont, par exemple pour déphosphorer les effluents urbains ou agricoles. 50 millions de couronnes suédoises (SEK) sont prévues pour 2009.
La Commission européenne devait le 10 juin 2009 proposer une stratégie pour la région de la mer Baltique encourageant les États membres, régions, institutions financières et organisations gouvernementales et non gouvernementales intéressées à mettre en œuvre un développement plus soutenable de cette zone.

## Pays riverains
Les pays riverains de la mer Baltique sont (dans l'ordre alphabétique) :
- Allemagne
- Danemark
- Estonie
- Finlande
- Lettonie
- Lituanie
- Pologne
- Russie
- Suède

Ces neuf pays, ainsi que la Norvège et l'Union européenne, se sont regroupés au sein du Conseil des États de la mer Baltique.

## Villes côtières
La population riveraine s'élève à 85 millions d'habitants environ.

Les plus importantes villes côtières, par nombre d'habitants : 

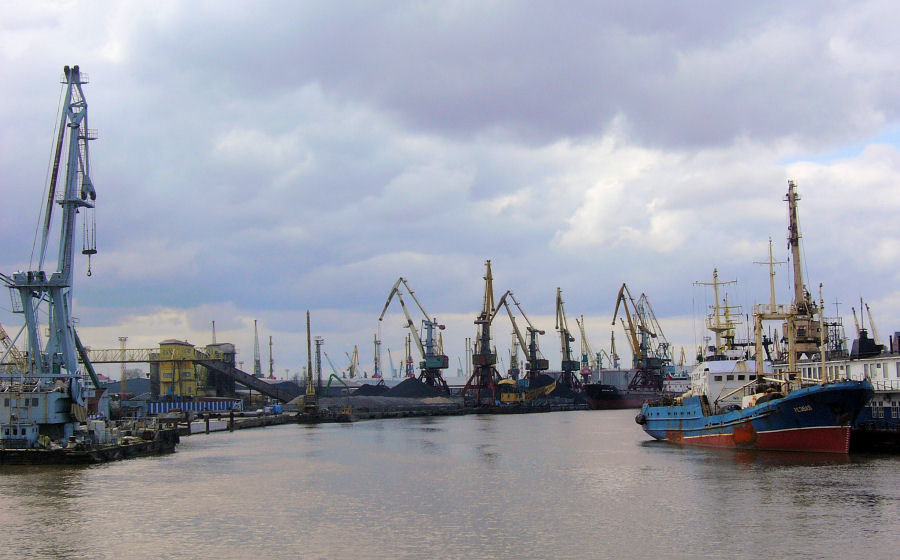
Le port de Kaliningrad.

- Saint-Pétersbourg (Russie) – 4 600 310 habitants
- Stockholm (Suède) – 962 154 habitants (agglomération 1 823 210)
- Tricité (Pologne) – agglomération (Gdańsk, Gdynia, Sopot) de 1 041 000 habitants
- Helsinki (Finlande) – 559 700 habitants (agglomération 980 000)
- Riga (Lettonie) – 760 000 habitants
- Szczecin (Pologne) – 407 260 habitants
- Kaliningrad (Russie) – 431 491 habitants
- Tallinn (Estonie) – 413 727 habitants
- Kiel (Allemagne) – 250 000 habitants
- Lübeck (Allemagne) – 216 100 habitants
- Rostock (Allemagne) – 212 700 habitants
- Klaipėda (Lituanie) – 194 400 habitants
- Turku (Finlande) – 174 906 habitants
- Oulu (Finlande) – 130 126 habitants
- Liepaja (Lettonie) – 87 000 habitants
- Pori (Finlande) – 76 000 habitants
- Umeå (Suède) – 70 955 habitants
- Greifswald (Allemagne) - 59 332 habitants
- Stralsund (Allemagne) - 59 171 habitants
- Kotka (Finlande) – 55 000 habitants
- Kołobrzeg (Pologne) – 50 000 habitants
- Luleå (Suède) – 45 000 habitants
- Świnoujście (Pologne) – 44 600 habitants
- Ventspils (Lettonie) – 44 000 habitants
- Visby (Suède, Gotland) – 23 000 habitants

## Subdivisions
Elles sont au nombre de trois :
- Golfe de Botnie,
- Golfe de Finlande,
- Golfe de Riga.

## Îles
- L'île Møn (Danemark)
- L'île Fehmarn (Allemagne)
- L’île Rügen (Allemagne)
- L’île Usedom (divisée entre l’Allemagne et la Pologne)
- L’île Wolin (Pologne)
- L’île Bornholm (Danemark)
- L’île Öland (Suède)
- L’île Gotland (Suède)
- L'île Gotska Sandön (Suède)
- L'île Ruhnu (Estonie)
- L'île Kihnu (Estonie)
- L’île Saaremaa (Estonie)
- L’île Hiiumaa (Estonie)
- L'île Muhu (Estonie)
- L'île Hogland (Russie)
- Les îles de l’archipel d’Åland (Finlande)

## Fleuves tributaires
Parmi les fleuves se jetant dans la mer Baltique, se trouvent (dans le sens des aiguilles d'une montre à partir d'Øresund) :
- Fleuves de Suède

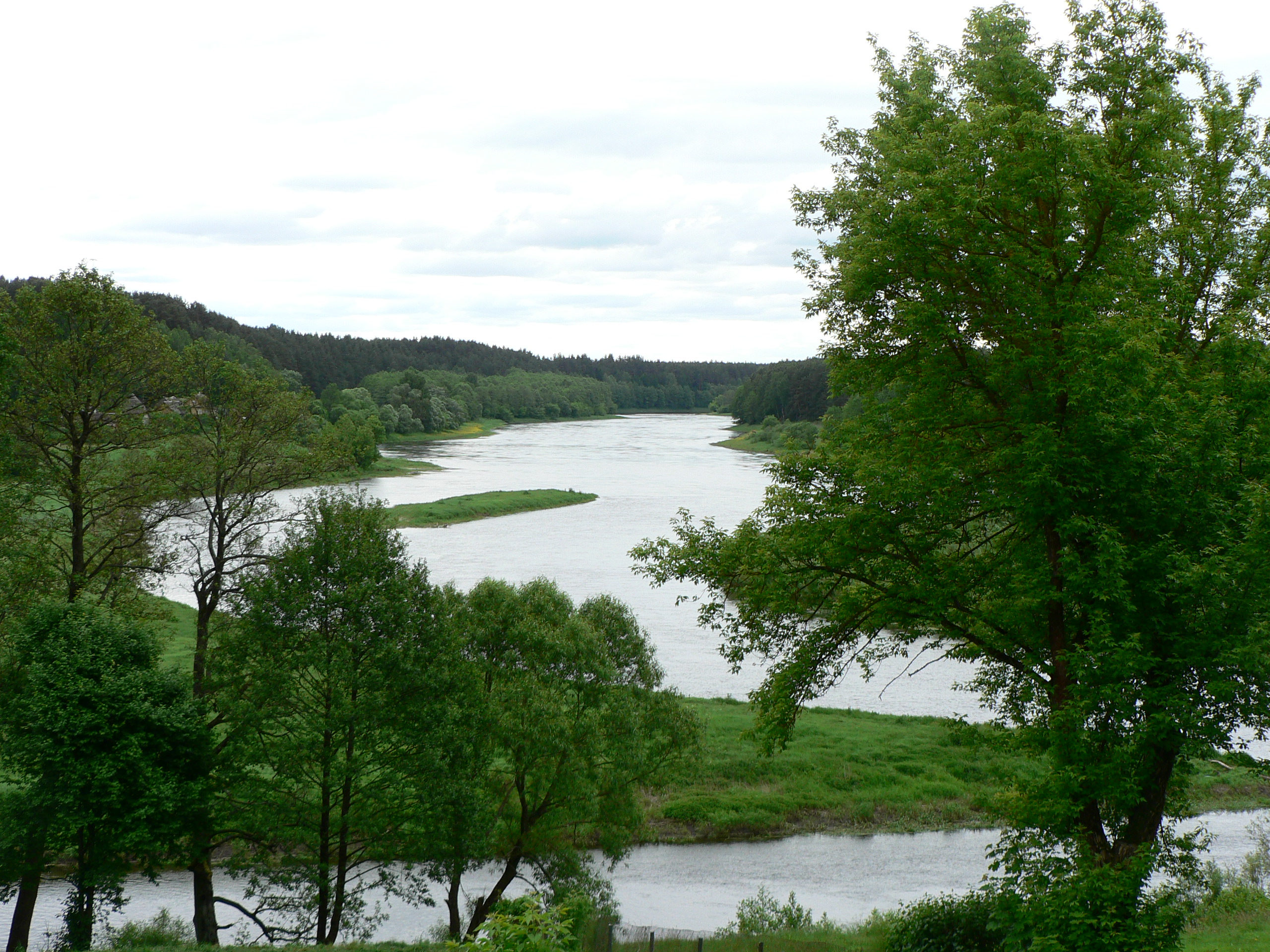
Le Niémen à Merkine (Lituanie).

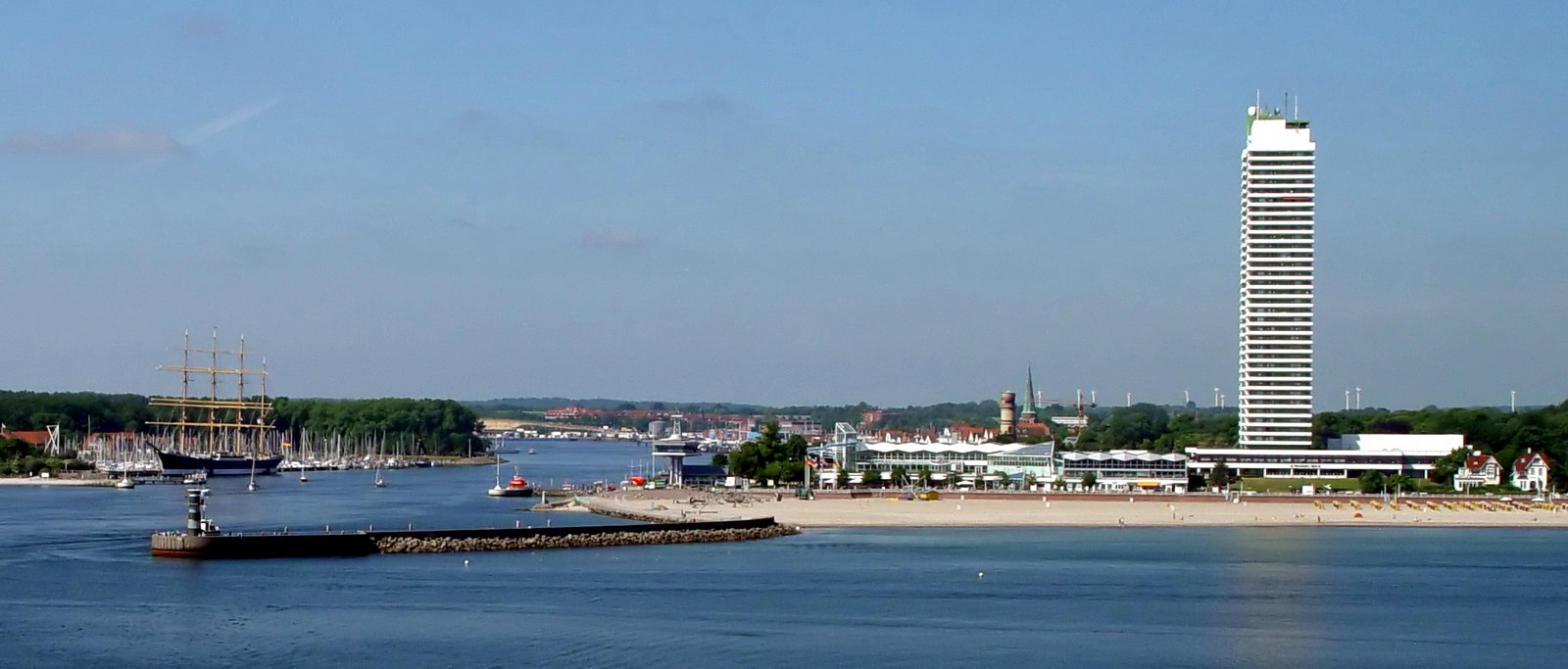
L'embouchure de la Trave à Lübeck-Travemünde (Allemagne).

  - Mustionjoki (Svartån) (à Svarte près de Ystad)
  - Tommarpaån (à Simrishamn)
  - Helgeå (à Nyehusen près de Kristianstad)
  - Hemån (à Karlskrona)
  - Ljungbyån (à Ljungby près de Kalmar)
  - canal Göta (à Mem près de Söderköping)
  - Motala Ström (à Norrköping)
  - Stockholms ström (à Stockholm)
  - Dalälven (à Gävle)
  - Indalsälven (à Sundsvall)
  - Ångermanälven (à Härnöset)
  - Umeälven (à Umeå)
  - Skellefteälven (à Skellefteå)
  - Luleälven (à Luleå)
  - Kalixälven (à Kalix)
  - Torne (à Hapareta/Tornio)
- Fleuves de Finlande
  - Kemijoki (à Kemi)
  - Oulujoki (à Oulu)
  - Kokemäenjoki (à Pori)
  - Kymijoki (à Kotka)
- Fleuves de Russie
  - Neva (à Saint-Pétersbourg)
- Fleuves d'Estonie
  - Narva (à Narva)
  - Pärnu (à Pärnu)
- Fleuves de Lettonie
  - Daugava (à Riga)
  - Lielupe (près de Riga)
  - Venta (à Ventspils)
- Fleuves de Lituanie
  - Niémen (à Šilutė)
- Russie (enclave de Kaliningrad)
  - Pregolia (à Königsberg/Kaliningrad)
- Fleuves de Pologne
  - Pasłęka (à Braniewo)
  - Nogat (entre Gdańsk et Elbląg)
  - Vistule (entre Gdańsk et Elbląg)
  - Radunia (à Gdańsk)
  - Reda (près de Wejherowo)
  - Łeba (fleuve) (à Lebsko Lake)
  - Slupia (à Ustka)
  - Wieprza (à Darłowo)
  - Parsęta (à Kołobrzeg)
  - Rega (Mrzeżyno, près de Kołobrzeg)
  - Odra (en allemand Oder, à Szczecin)
- Fleuves d'Allemagne
  - Uecker (à Ueckermünde)
  - Peene (à Anklam)
  - Recknitz (à Ribnitz-Damgarten)
  - Warnow (à Warnemünde près de Rostock)
  - Trave (à Travemünde près de Lübeck)
  - Schwentine (à Kiel)
  - Schlei (près de Schleswig et Kappeln)

## Économie
La Baltique est peu poissonneuse et, de manière générale, la flore et la faune y sont pauvres. Cela est dû au phénomène d'eutrophisation.
Au Moyen Âge, la puissante ligue hanséatique s'est établie sur le pourtour de la Baltique. Le contrôle territorial de la Baltique deviendra, à partir du Moyen Âge, l'un des objectifs principaux de la politique danoise et suédoise (Dominium maris baltici). Le commerce international se partagera entre la Hollande et l'Angleterre principalement, pour des produits stratégiques comme les céréales, le bois, ou le goudron de pin, mais aussi les fourrures de Russie. La fondation de Saint-Pétersbourg, qui devient la capitale russe, répond au désir de la Russie de s'ouvrir sur l'Europe occidentale.
À la chute de l'URSS, de nouvelles routes maritimes sont ouvertes. Aujourd'hui, la Baltique intègre l'espace européen à part entière. Elle est sillonnée en permanence par deux mille navires, soit 15 % du fret maritime mondial. Le golfe de Finlande est ainsi devenu une grande voie de transport du pétrole (20 millions de tonnes dans les années 1990, plus de 100 millions de tonnes en 2005) à cause de la présence de Primorsk, grand port exportateur de pétrole russe.

## Exploit
- Le record de la traversée au-dessus de la mer est établi par le pilote Marcel Brindejonc des Moulinais le 25 juin 1913, ce dernier ayant réussi à franchir la mer Baltique en volant de Reval à Stockholm avec un monoplan Morane-Saulnier[15].